# Matthew Bartholomew
Matthew Bartholomew (Point Fortin, 20 ottobre 1988) è un ex calciatore trinidadiano, di ruolo attaccante.

## Carriera

### Club
In carriera ha giocato 8 partite nella CONCACAF Champions League.

### Nazionale
Nel 2010 ha giocato due incontri con la nazionale trinidadiana.